# 小行星2773
小行星2773（2773 Brooks）是一颗绕太阳运转的小行星，为主小行星带小行星。该小行星于1981年5月6日发现。
該小行星以美國天文學家威廉·羅伯特·布魯克斯命名。

## 轨道参数
小行星2773的轨道半长轴为2.3275784 UA，离心率为0.142。